# Léon de Cessac
Pour les articles homonymes, voir Cessac (homonymie).
Léon de Cessac, né le 31 juillet 1841 à Gourdon (Lot) et mort le 14 février 1891 à Souillac, est un naturaliste, ethnographe et géologue français.

## Biographie
Arrivé à Paris au début des années 1860, Léon de Cessac devient dès 1864 membre du Comité d'archéologie américaine, une section de la Société d'ethnographie. Nommé conservateur du musée créé par la Société, il suit une formation de géologue et devient assistant de Charles Sainte-Claire Deville et de Ferdinand André Fouqué, titulaires de la chaire de géologie au Collège de France. Il participe à une expédition au Cap-Vert en 1869 en tant que géologue et ethnographe, puis travaille au laboratoire des hautes études du Collège de France.
Il se lie d'amitié avec Alphonse Pinart au retour de l'exploration dans le Nord-Ouest américain que ce dernier a mené en 1870-1872. Ils projettent alors de mener ensemble une mission scientifique qui est validée par le ministère en 1875. Cependant les deux hommes se retrouvent séparés au Pérou en 1877. Cessac, resté à Lima, explore alors les vallées du Río Rímac, du Chosica et du Río Blanco et y découvre des roches volcaniques. Il découvre aussi la nécropole d'Ancón et y met en évidence l'existence de trois sites d'époques différentes. Cette expérience lui permet de développer des techniques archéologiques innovantes en adoptant une approche pluridisciplinaire intégrant l'anthropologie, la zoologie et la botanique.
Il rejoint finalement la Californie en juin 1877 et mène des explorations faunistiques et floristiques dans les Channel Islands de Californie : Santa Cruz, San Miguel et San Nicolas, dont il dresse une carte géologique. En 1878, un arrêté du ministère lui permet de mener une nouvelle mission scientifique avec Alphonse Pinart. Cependant, Pinart part rapidement pour le Nouveau-Mexique et Cessac se retrouve sans ressources.
Rentré en France en 1880, il mène alors une vie misérable dans son Sud-Ouest natal. Son travail n'a pas reçu la reconnaissance des scientifiques de l'époque et c'est après dix ans de vagabondages qu'il meurt à Souillac en 1891.